# Papilio androgeus
Papilio androgeus là một loài bướm thuộc họ Papilionidae. Nó được tìm thấy ở México đến Argentina với một số nhỏ cá thể sống ở miền nam Florida.

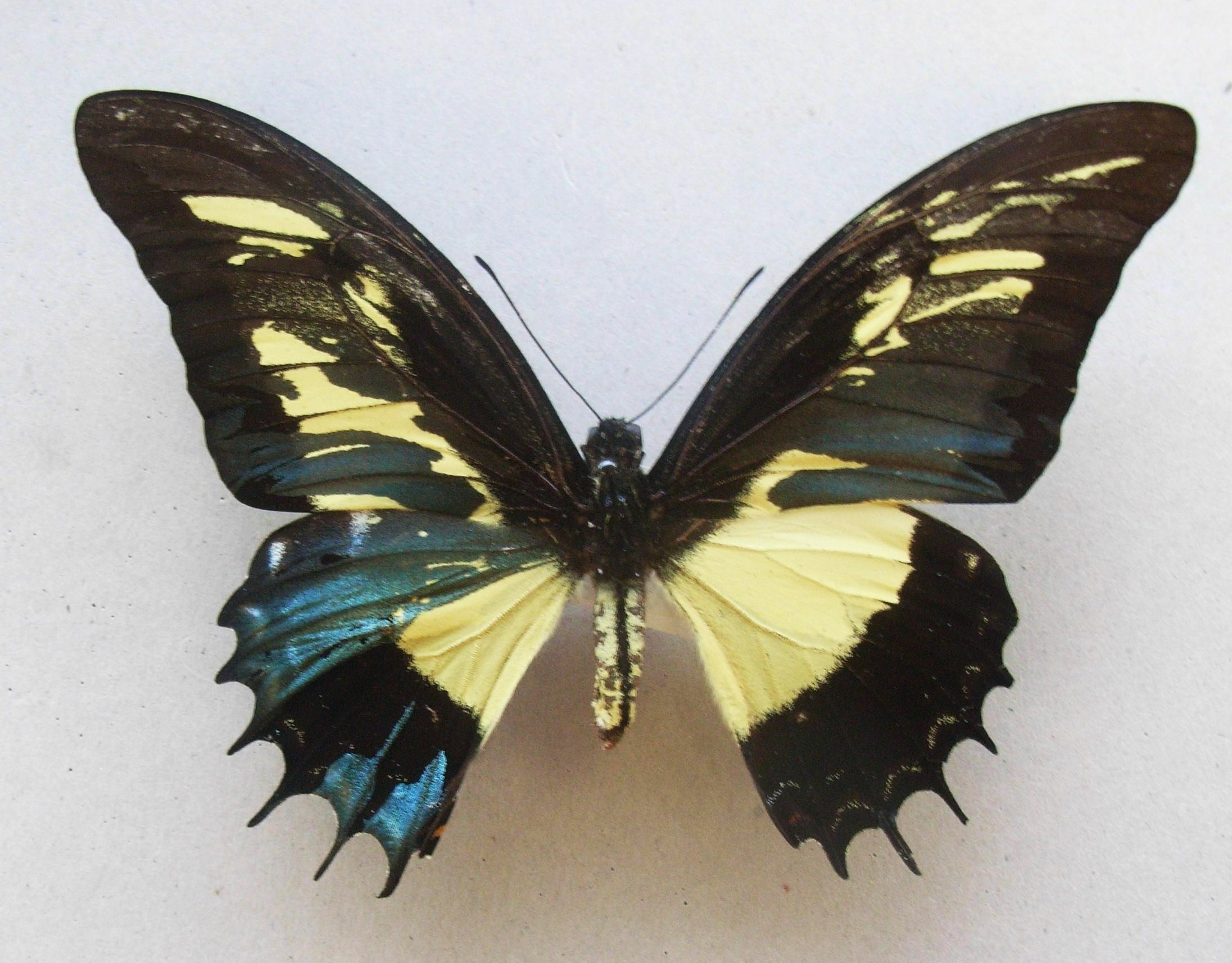

Sải cánh dài 134–140 mm. Con trưởng thành bay từ tháng 4 đến tháng 10 làm nhiều đợt.
Ấu trùng ăn lá của các loài Zanthoxylum elephanatiasus, Citrus reticulata và Citrus sinensis. Con trưởng thành a9n nhiều loài hoa.

## Phụ loài
- Papilio androgeus androgeus (Surinam, Colombia, Ecuador đến Bolivia, Brazil (Amazonas, Pará, Mato Grosso))
- Papilio androgeus epidaurus Godman & Salvin, 1890 (Florida, Mexico, Panama, Cuba to Santa Lucia)
- Papilio androgeus laodocus  (Fabricius, 1793)  (Brazil (Minas Gerais, Paraná), Paraguay, Argentina)

## Hình ảnh

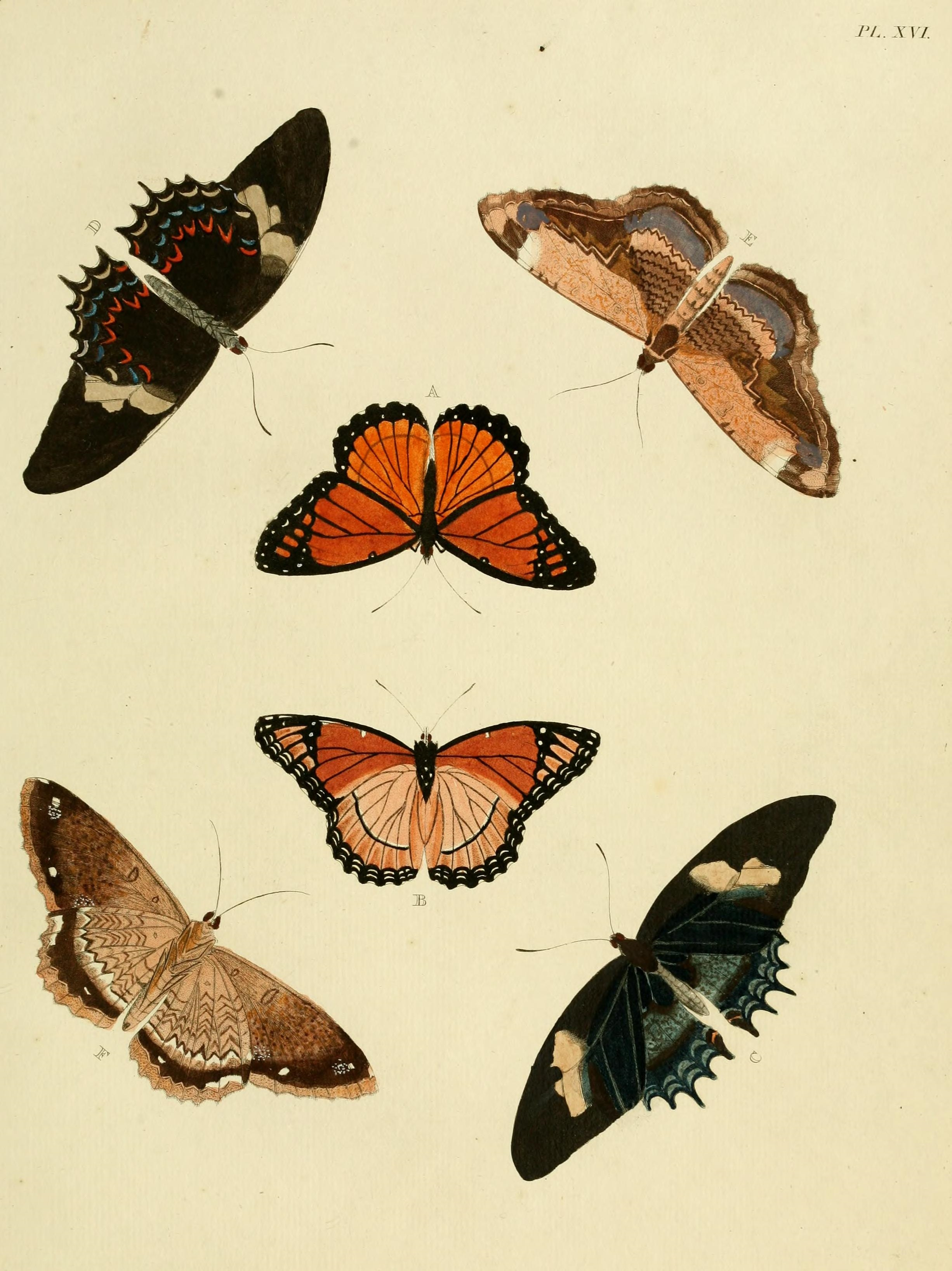
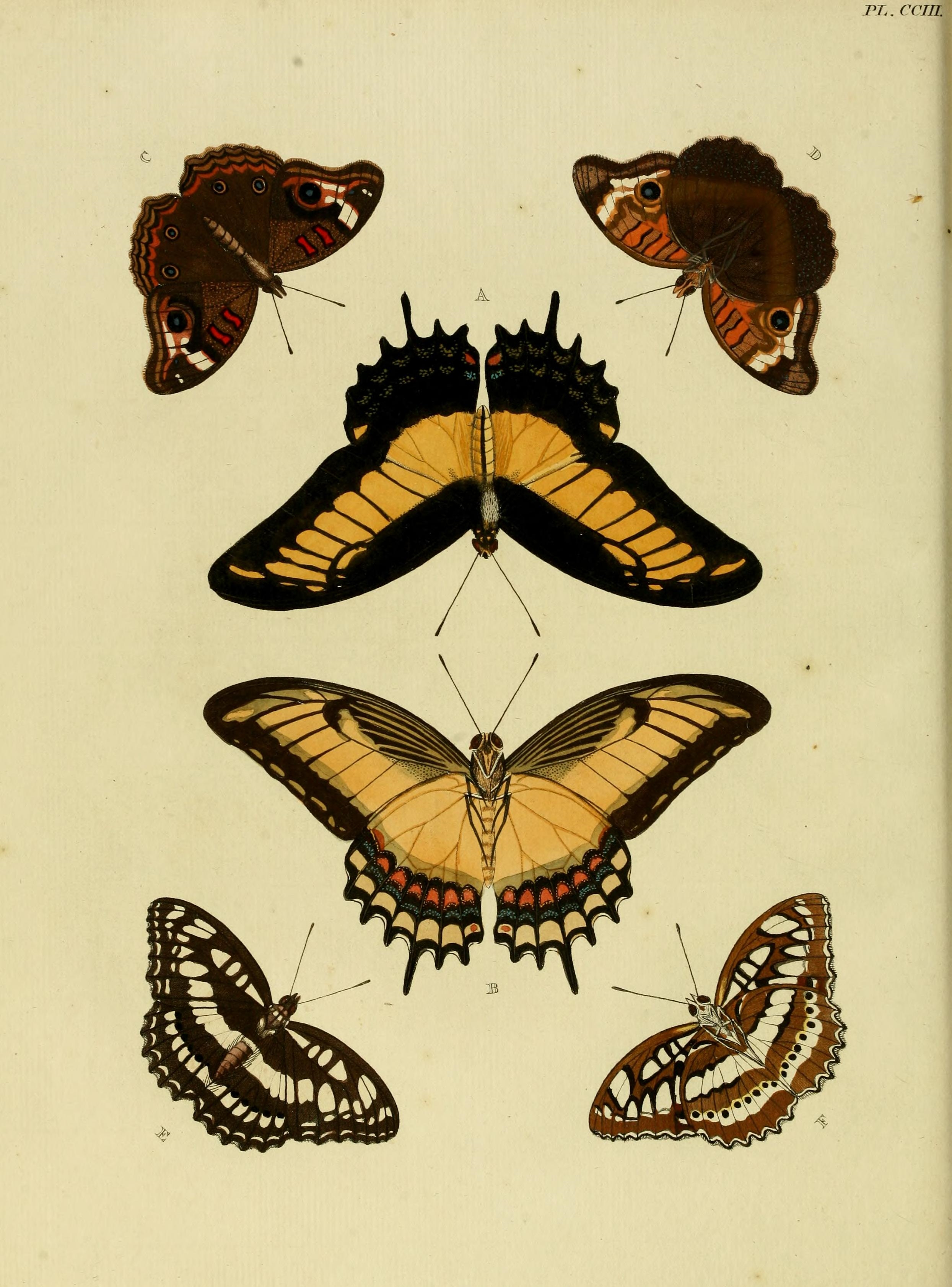
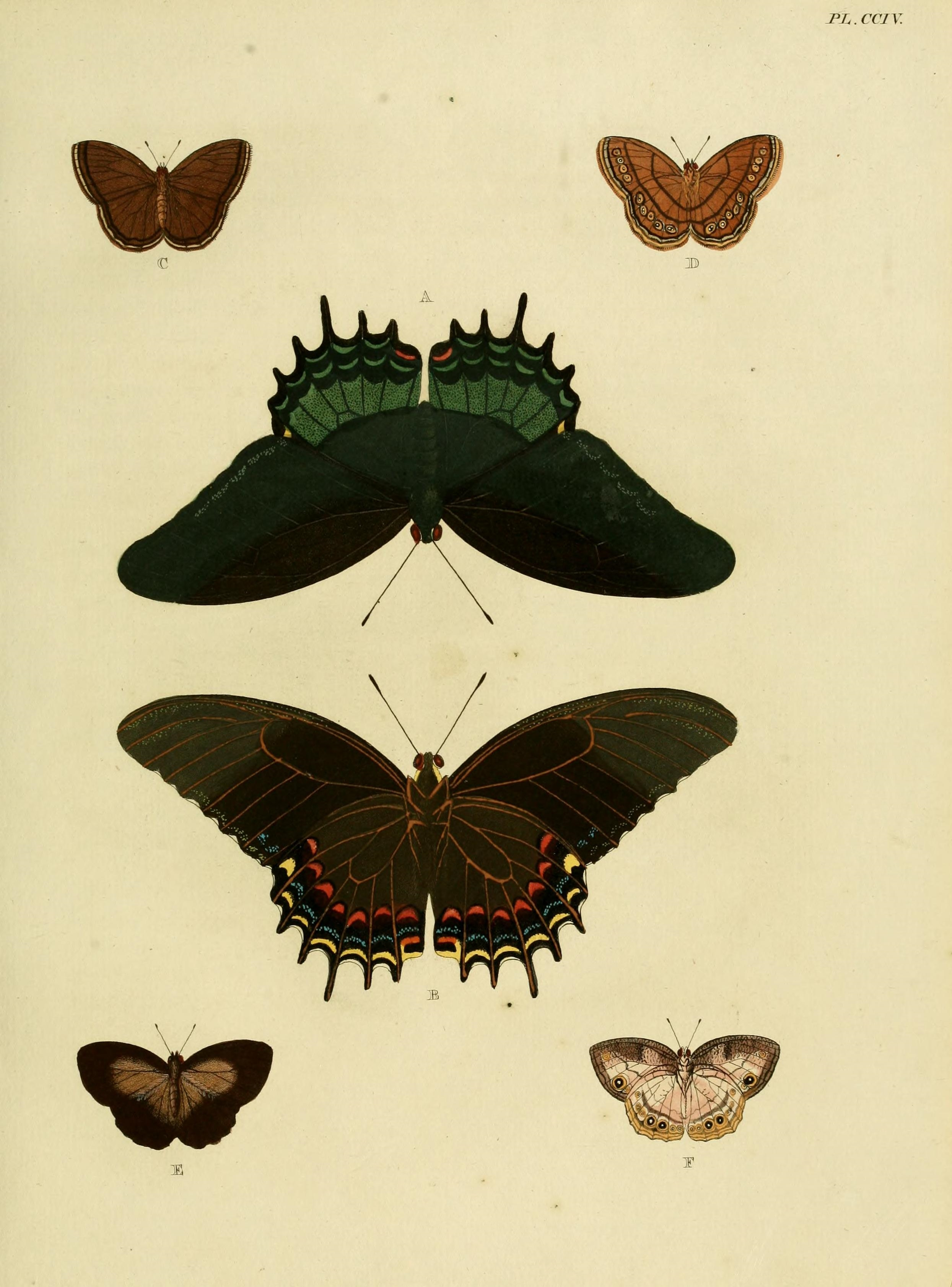
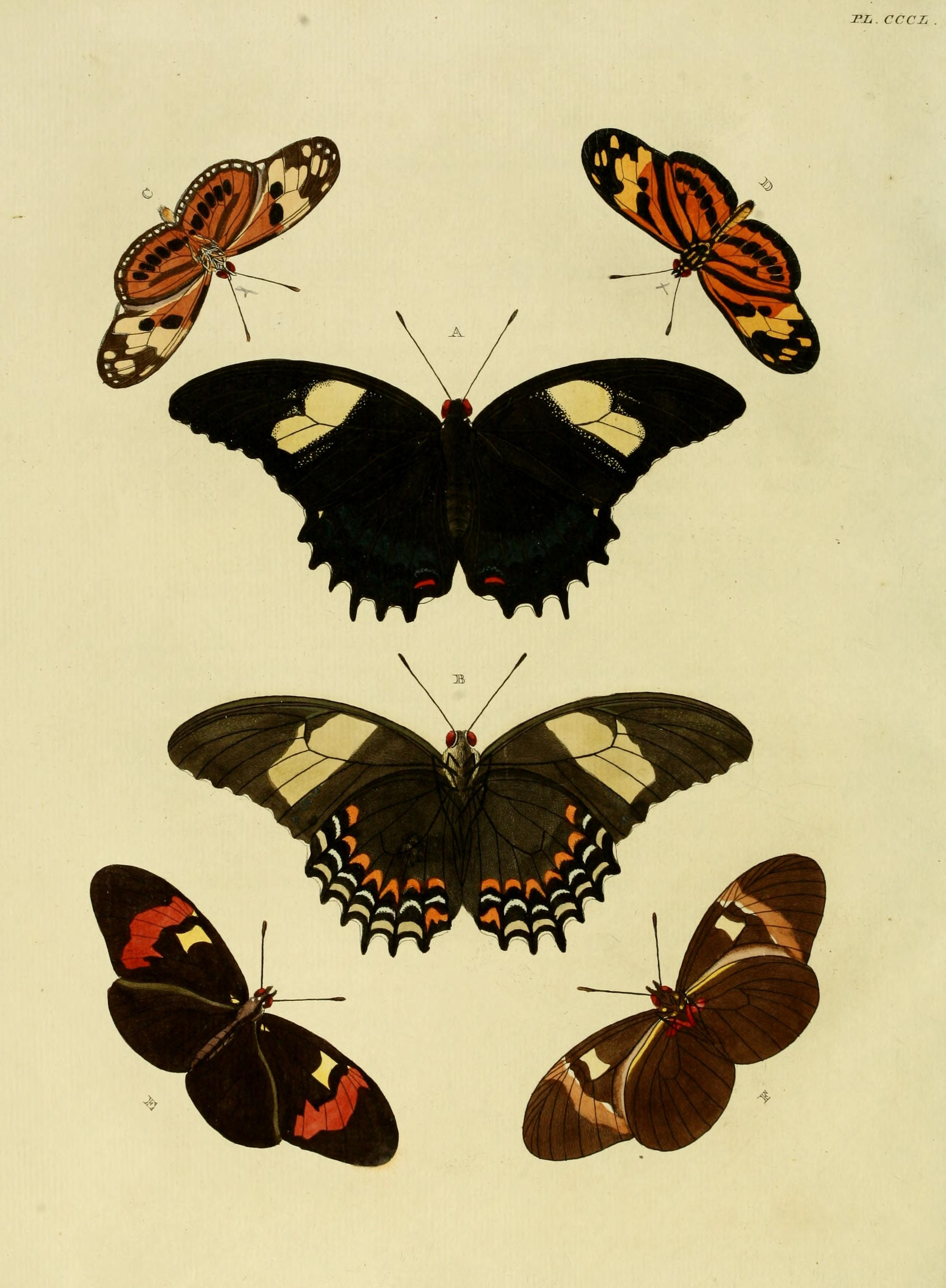